# Luís Maristany de Trias
Luís Maristany de Trias (Barcelona, 1885 - Porto Alegre, 19 de mayo de 1964)fue un pintor, diseñador y profesor brasileño nacido en España que ejerció su profesión en Sudamérica desde principios del siglo XX. 
Dejó sus estudios en la Facultad de Ingeniería Naval donde estudiaba para ingresar a la Escuela de Bellas Artes de Barcelona donde recibió clases de Alejandro Ferrant, Santiago Rusiñol y Pere Borrell. Ganó su primer premio a los 17 años, en el Saló de Belles Arts de Barcelona, lo que le permitiría estudiar en París.
En 1906 se trasladó a Sudamérica con su familia y se instala en Buenos Aires a finales de 1937. Durante este tiempo regresó varias veces a Europa y expuso su obra en diversas ciudades de Argentina y Chile además de Motevideo y Río de Janeiro, así como en España e Italia. Expuso sus paisajes, al óleo, de mariposeante pincelada  en las Galerías Dalmau, de Barcelona, a finales de 1926. 
Se casó con la pintora Amélia Pastro en 1922 y se estableció en Río Grande del Sur, donde retratará los paisajes del Guaíba, las calles y las afueras de Porto Alegre documentando la historia de la ciudad con imágenes como El pont de pedra, en el que reproducía edificios antiguos de la capital.
Tras nacionalizarse brasileño en 1938, recibió la invitación del profesor Tasso Corrêa, director del Instituto de Bellas Artes de Porto Alegre, para ocupar las cátedras de «Anatomía Artística» y «Paisaje». Allí dedicará gran parte de su vida a la enseñanza y demostrará ser un gran maestro, admirado por sus alumnos y compañeros, entre ellos Ângelo Guido, João Fahrion, Fernando Corona, José Lutzenberger y Benito Castañeda. Participó en los Salones organizados por el Instituto de Bellas Artes y en 1940 ganó el premio Barão de Santo Ãngelo con su obra Vendedores de Naranjas - Navegantes.
La obra de Luís Maristany de Trias ha sido expuesta en el MAM, en la Pinacoteca Aldo Locatelli, en la Pinacoteca Barão do Santo Ângelo y en el Museo de Arte de Río Grande del Sur Ado Malagoli (MARGS). También ha realizado exposiciones privadas con la Galería Casa Arte y las exposiciones Amélia-Alice Maristany de Trias.